# Cricquebœuf
Cricquebœuf (kʁik.bœfⓘ) es una población y comuna francesa, situada en la región de Baja Normandía, departamento de Calvados, en el distrito de Lisieux y cantón de Honfleur.

## Demografía
| 127 | 169 | 130 | 172 | 186 | 182 |
| Para los censos de 1962 a 1999 la población legal corresponde a la población sin duplicidades (Fuente: INSEE [Consultar]) |     |     |     |     |     |